# ジェイド・ウォリアー
ジェイド・ウォリアー（Jade Warrior）は、1970年に結成されたイギリスのプログレッシブ・ロック・バンドで、元々はジュライという名前のバンドから発展した。創立メンバーは、トニー・デューイ（ギター。アンソニー・クリストファー・デューイ、1941年9月18日、西ロンドンのアクトン生まれ、1990年11月11日、イングランド・サマセットで死去）、ジョン・フィールド（フルート、パーカッション、キーボード。ジョン・フレデリック・フィールド、1940年7月5日、ミドルセックス州ハーロウ区生まれ）、グリン・ハヴァード（ボーカル、ベース。1947年2月15日、南ウェールズ・ナンティグロ生まれ）であった。トニー・デューイの弟であるデヴィッド・デューイは、ジェイド・ウォリアーのいくつかのアルバムに参加し、2008年の再結成コンサートを除いてジェイド・ウォリアーがこれまでに行ったすべてのライブで演奏した。彼は2021年12月1日に亡くなった。

## 略歴

### 結成まで
ジョン・フィールドとトニー・デューイは、1960年代初頭に工場で働いていたときに出会った（2人ともフォークリフトを運転していた）。すぐに、彼らは共通の音楽的興味（ジャズ、アフリカの音楽、日本の音楽）を見つけ、楽器を演奏し始め（ジョンはコンガ一式、トニーはギターを型破りにチューニングしてオープンC調にした）、それぞれ4トラックのテープレコーダーを購入してマルチ・レイヤーやオーバーダブを伴う実験を始めた。フィールドによれば、そのプロセスは「……家の裏庭にあるようなもので大聖堂を建てようとする」ことと似ていたが、それでも結局のところ、ジェイド・ウォリアーのキャリアを通じて、彼らの音楽の青写真をその作品全体を通して形成していった。
1965年、2人はパトリック・ライオンズをボーカルに迎えたセカンド・ソーツというリズム・アンド・ブルース・グループを結成し、4曲入りEPをリリースした。一方、開発と並行して、トム・ニューマン（後のマイク・オールドフィールドの『チューブラー・ベルズ』におけるエンジニア）、アラン・ジェームス、ピート・クック、クリス・ジャクソンがトムキャッツを結成した。1965年に両バンドは解散し、ライオンズはアレックス・スピロプロスと（当時）デュオのニルヴァーナに加わり、5枚のLPをリリースした（ジェイド・ウォリアーのメンバーは1972年のアルバム『局部麻酔』にゲスト参加している）。ニューマン、ジェームス、ジャクソン、ジョン・フィールド、トニー・デューイという新しいラインナップで再結成されたトムキャッツは1965年から1966年をスペインで過ごし、そこで4枚のEPをリリースして地元で大好評を博した（後にアクメ・レコードがそれらをセカンド・ソーツのEPを含めて1枚のLPとしてリリースした）。1966年、トムキャッツはイギリスに戻り、名前をジュライに変更し、サイケデリック・ポップ・ロックのコレクションである唯一の同名アルバムをリリースした（その後、いくつかの別バージョンとアウトテイクを加えて『Second of July』として再発されており、また異なるトラックリストを加えて『Dandelion Seeds』としても再発されている）。

### ジェイド・ウォリアー
ジュライは1968年に解散し、トニーはその数年前に「Concrete and Clay」で全英ナンバーワンを獲得していた「ユニット4+2」のギタリストとしてギグを行うことになった。すでにラインナップにはベースのグリン・ハヴァードとドラムのアラン・プライスがいた。このバンドは基本的に、イギリス北部のクラブをツアーし、前述のヒット・レコードの成功を利用するために設計されたピックアップ・バンドであった。1、2か月後、デューイ、ハヴァード、プライスの3人はペルシャ（後のイラン）をツアーし、さまざまなナイトクラブで3か月間働いたが、一連の経営上の失敗で実質的に貧困状態となりイギリスへと戻った。しかし、その前に、デューイはハヴァードをジョン・フィールドに紹介し、デューイとフィールド自身の音楽プロジェクトにボーカルで貢献することを提案していた。ハヴァードとデューイがペルシャから帰国すると、彼らとフィールドは初期のジェイド・ウォリアーのアルバムにおける基礎を築く一連のデモの録音に着手した。トニーの弟（後にバンド・メンバー）であるデヴィッド・デューイの言葉を借りると、「トニーはグリン・ハヴァードとアラン・プライスに出会ってバンドを結成しましたが、彼らはある種の金儲けのためにペルシャに行っていたため、誰もそれについてあまり言及しませんでした。それについて最も注目すべきことは、トニーが『ペルシャ脚』（静脈炎）と呼ばれる病気にかかったことで、そこからずっと彼を悩ませていました。1969年の終わり頃のことでした」。フィールド、デューイ、ハヴァードは団結し、すぐにトニーとジョンがロンドンの演劇学校のために作曲したあるダンス・ドラマ (『火の鳥と鳩 (The Phoenix and the Dove)』) にちなんでジェイド・ウォリアーと名乗るようになった。しかし、ハヴァードによれば、命名は下記のようであったという。
私たちは皆、自分たちを何と呼ぶにしても、自分たちの音楽の二面性、つまり「ソフト/ハード」の性質を表現する必要があることに同意していました。これらの方針に沿って、私たちはジョンのリビング・ルームで、2つのリストを作成しました。1つはバンドのより静かで瞑想的な側面を表す言葉で構成され、もう1つはより重く、より脅威的な側面を表現しています。ハード・リストには、「Spear」やもちろん「Warrior」など、よりマッチョなセレクションが含まれていました。ジョンの最初の妻であるジェニーは、名前を名詞ではなく動詞の選択肢から選ぶとよいのではないかと提案していましたが、熟考した結果、このアイデアはあまりにも突飛すぎるということで捨てました。最終的に、ソフトのリストから「Jade」、ハードのリストから「Warrior」に決定しました。もし状況が違っていたら、我々は同じくらい簡単に「蓮の槍 (Lotus Spear)」のように呼ばれていたかもしれないと思います。
その後、レッド・ホット・レコードからのプレスリリースで「ジェイド・ウォリアーとは、詩人であり学者でもあった武士を指す日本語だった」と述べられたが、ハヴァードはこの解釈の文字通りの真実について疑問を表明した。

### ヴァーティゴ・イヤーズ（1970年-1973年）
1970年、ジェイド・ウォリアーはヴァーティゴと契約を結んだ（彼らの昔のバンド仲間であるパトリック・ライオンズ、現在はパトリック・キャンベル・ライオンズがこのレーベルのプロデューサー兼スカウトになっていた）。ハヴァードによれば、マネージメントを共有していたアフロ・ロック・バンドのアサガイと一緒にパッケージされてということだった。ハヴァードは、「彼らが我々でなくアサガイを欲しがったのは、オシビサの好調さによりアフロ・ロックが次に来るものと認識されていたからでした。我々の制作会社であるマザー・ミストロが基本的に、もしアサガイが欲しいなら、ジェイド・ウォリアーも連れて行く必要があると彼らに言ったのです」と語っている。このことにより（公式の伝記によれば）「ジェイド・ウォリアーはレコード会社と契約を結んだものの、レコード会社はバンドに実質的な関心をほとんど持たず、彼らをサポートしたり宣伝したりする意欲もほとんど持っていなかった」。1971年にリリースされた彼らのデビュー・アルバム『ジェイド・ウォリアー』は、フィールドの多層的なフルートとパーカッションが、デューイのカッティング・ギターと競い合う、ソフトとラウドのコントラストを特徴とする彼らのトレードマーク的なサウンドを確立し、偶然にもアサガイのアルバム（「Telephone Girl」というジェイド・ウォリアーの曲をフィーチャーしていた）を上回った。
続いて同年、ドラムのアラン・プライスとゲスト・サックス奏者のデイヴ・コナーズが参加したアルバム『リリースド』がリリースされた。ここでジェイド・ウォリアーはロックのエッジを研ぎ澄まし（「Three Horned Dragon King」、「Minnamato's Dream」、15分間のロック・ジャム「Barazinbar」）、彼らの静かな側面は「Yellow Eyes」や「Bride of Summer」などの作品で代表される。批評家のピーター・セレンは、「最初のアルバムはさまざまな音の可能性をフィーチャーしていましたが、このアルバムはそのサウンド内のコントラストを強調したアルバムです」と述べている。「ジェイド・ウォリアーのセカンド・アルバムに圧倒的な欠陥があるとすれば、それは1970年代初頭のプログレらしく従来の常軌を逸しすぎていた前作に対して、絶対的な再発明と呼べるもの以外は過去の栄光の再演としか思えないということだ」とオールミュージックは数年後に主張した。「……ジェイド・ウォリアー自身が予測しなかったことはほとんどありませんが、それらの予測が間違いなく届けられたこと自体が驚異です」と批評家のデイヴ・トンプソンは結論づけた。
1972年、アルバム『ラスト・オータムズ・ドリーム』が続き、プライスとデヴィッド・デューイの両者が引き続き参加した。このアルバムは、「より確実で実質的なインストゥルメンタル・アプローチによるデビュー当時のあらゆる色の壁に対するアプローチ」を再考するために一歩下がっており、ミステリアスな響きを持つ内省的なインストゥルメンタル曲（「Dark River」「Obedience」「Borne on the Solar Wind」）が、「A Winter's Tale」や「May Queen」などのメロディックな曲や、激しいロック寄りの曲（「Snake」「The Demon Trucker」「Joanne」）と並置されている。「バンドがセカンド・アルバムで道に迷い、サード・アルバムで軌道に戻ろうとしたのが全体像からわかるかもしれない」とピーター・セレンは主張した。それにもかかわらず、デイヴ・トンプソンが述べているように、「ジェイド・ウォリアーを発見したばかりの人にとって『ラスト・オータムズ・ドリーム』は確かに、その真に重要なアルバムとして最後のアルバムである」。全体として見ると、これら最初の3枚のアルバムにおいて、バンドは革新的なスタイルを創造し、完成させた。そのスタイルは、（デイヴ・プラットとチャールズ・ウィルキンソンの伝記によると）「ロック・ミュージックをベースにしており、ジェスロ・タル風味と、私たちの音楽の重要な混合物を持っていました。今ならおそらく『ワールドミュージック』の影響と言えるでしょう」。当時、バンドはアメリカ・ツアー（デイヴ・メイスン、ロング・ジョン・ボルドリー、アース・クウェイクのオープニング・バンドとして）を行っており、ある記念すべき機会として、どことも契約していなかったREOスピードワゴンと、2バンドによる二本立て公演を共有した。この頃、バンドはロンドンのマーキー・クラブに、ロッド・スチュワートやロング・ジョン・ボルドリーなど、ガフ・マスターズがマネージメントするいくつかのアーティストたちとのビジュアル・ショーケースの一環として出演し、さらに2枚のアルバムに相当する素材があったため、バンドは1973年に『Eclipse』『Fifth Element』の全曲をレコーディングした。常に気まぐれな市場における差し迫った変化を感じて、リリースを中止し、バンドの契約はキャンセルされた。この決定は、バンドがすでにマネージメントと決別していたことにも、部分的ながら影響された。それにもかかわらず、ヴァーティゴはさまざまなサンプラーでいくつかの曲をリリースした。オランダでのツアーが失敗に終わったこの頃、バンドは解散し、トニーとジョンが作曲のために離脱している間、グリン、デイヴ・デューイ、アラン・プライスは自分たちのバンドを結成するというアイデアを考えていた。

### アイランド・イヤーズ（1974年-1978年）
1974年、トラフィックのスティーヴ・ウィンウッドが、アイランド・レコードのクリス・ブラックウェルに『ジェイド・ウォリアー』を聴くよう勧めた。彼はその通りにし、デューイとフィールド（マイク・オールドフィールドの『チューブラー・ベルズ』でもフルートを担当した）と、楽器演奏者として契約することを決めたが、これはマイク・オールドフィールドの現在の成功を考えると、『チューブラー・ベルズ』が多くの人々にとって賢明な行動だと思われた。デューイとフィールドはアイランド・レコードで4枚のアルバムを制作することになっており、そのサウンドには合唱団、ハープ奏者、弦楽四重奏団が含まれるように拡張されていた。これらのアルバムのゲスト・ミュージシャンには、スティーヴ・ウィンウッド（キーボード）、ヘンリー・カウのフレッド・フリス（ヴァイオリン）、デイヴ・デューイが含まれていた。
最初に登場した『フローティング・ワールド』（1974年）は、日本における浮世の哲学をテーマにした複雑なコンセプトで、楽曲は相互に関連し絡み合った2つのシリーズ作品を中心に展開している。オールミュージックによると、「サウンドとムードによる全体の多様性、東洋と西洋のスタイルの絶え間ない衝突や穏やかな混ざり合い、そしてセットのきらびやかな雰囲気が、『フローティング・ワールド』を紛れもない傑作にしました」。後にワールドミュージックやアンビエント・ミュージックと呼ばれることになるジャンルへのバンドの進出は、『フローティング・ワールド』を「重要なアルバム」と評したブライアン・イーノの歩みと平行するものであった。
続いて『Waves』（1975年）が発表された。これは「...the last whale」に捧げられた別のコンセプト・アルバムであり、ピアノとモーグを演奏するゲストとしてスティーヴ・ウィンウッドがフィーチャーされた。このアルバムは、2部（それぞれがLP片面を占めている）に分かれた1作品として構成されていた。オールミュージックによれば、これは「ジェイド・ウォリアーをカルト的な地位から超越させるため、切実に必要とされていたエアプレイの時間を『Waves』に提供したかもしれないラジオ番組制作者にとって悪夢」であることが証明されたという。1976年の『カイツ』はフレッド・フリスを含むゲスト・ミュージシャンを迎えて録音され、バンドの最も音楽的に抽象的かつ進歩的な姿を披露し、基本的に各面とも長いコンセプト作品となっており、パウル・クレーの絵画『The Kingdom of the Air』と9世紀の中国の放浪の禅宗の師テー・チェンにインスピレーションを得たものとなっている。アイランドからの4枚目で最後となるアルバム『ウェイ・オブ・ザ・サン』は、ラテンアメリカへの空間的で映画的なサウンドの旅を表現しており、オールミュージックは「感情と人生そのものに震える、信じられないほど活気に満ちたセット」と評した。

### 1980年-2007年
個人的な問題、病気、そしてデューイがレコーディング・スタジオを設立するために引っ越したことにより、次にリリースされたアルバムは、ヴァーティゴ時代の作品をまとめ、（当時の）いくつかの未発表曲を収録した1979年のコンピレーション『Reflections』となった。1984年になって初めてパルス・レコードから『Horizen』がリリースされ、明らかに「トニー・デューイ・プロジェクト」と形容される新曲が登場した。彼がすべての曲を書き、フィールドはほんの数曲で演奏しただけで、その大部分が長年にわたって木管楽器のエースであったゴーワン・ターンブルに置き換えられた。1989年、『At Peace』がアースサウンド・レーベルからリリースされた。トニー・デューイのスタジオにてわずか4日間で録音され、デュオだけで演奏されたこのアルバムは、ジェイド・ウォリアーのアルバムの中で最も典型的なものからかけ離れ、アンビエント、さらにはニューエイジ・ミュージックに近いものとみなされている。グリン・ハヴァードは、「基本的には『アンビエント』分野でいくらかの現金を生み出そうとした皮肉な試みだった。私が見る限り、このアルバムに芸術的価値はまったくなかった……」とコメントした。
その後、ジェイド・ウォリアーが新しいバンド・メンバーのコリン・ヘンソン（ギター）とデイヴ・スタート（フレットレス・ベース）を迎えて次のプロジェクトを開始するまで、また長い休止期間が続いた。1990年にトニー・デューイがアルバム参加前に急逝したことで、彼らはさらなる打撃を受けた。バンドはアルバム制作の継続を決定し、1992年にレッド・ホット・レコードから『Breathing the Storm』をリリースした（2001年にヴォイスプリントからCDで再発）。このトリオは1993年に、ゴングのセオ・トラヴィス（サックス）、キング・クリムゾンのデヴィッド・クロス（ヴァイオリン）、トム・ニューマンをゲスト参加させたフォローアップ・アルバム『Distant Echoes』をリリースした。ジェイド・ウォリアーのその後の作品が前述の『Eclipse』『Fifth Element』だけだったため、しばらくは解散したのではないかと思われていたが、2006年にはアイランド時代のアルバム4枚すべてが再発され、これらに加わった。
2000年、グリン・ハヴァードとアラン・プライスはデヴィッド・デューイとともにドッグスター・ポエッツというバンドに加わり、アルバム『Off-Planet』（2002年）をリリースした。2005年夏、ハヴァードは（フィールド、スタート、ヘンソンと並ぶ）4人目のメンバーとしてジェイド・ウォリアーに正式に再加入した。約1年後、他のバンド・メンバーとのクリエイティビティの大きな違いを理由に、コリン・ヘンソンがジェイド・ウォリアーから脱退した。

### 2008年-現在
2008年6月30日、ジェイド・ウォリアーはトリオとして14枚目のスタジオ・アルバム『Now』をレパートリー・レーベルからリリースした。このアルバムは、「映画のようなダイナミクス、思慮深い楽器編成、ゲスト・アーティストの戦略的で抜け目ない配置を誇る最高級のアルバム」（レコード・コレクター）、「雰囲気があると同時に挑戦的である」（クラシック・ロック）、「ジェイド・ウォリアーがこれまでに作った作品中、最も優れたアルバムで、最も成熟した人間的なアルバム」（FOJW）、そして「非常にクールで、非常によくプロデュースされ、よく練られたアルバムであり、トニー・デューイが非常に誇りに思うであろうアルバム」（Amazonレビュー）と評されている。
35年間ステージから離れていたジェイド・ウォリアーは、2008年10月23日に一度限りの再結成コンサートを行った。公演はロンドンのアストリア2で行われ、カルナタカがオープニング・アクトを務めた。セットリストには『Now』からの曲と、ヴァーティゴ時代のアルバムからの選曲を組み合わせた。
2010年5月、ジェイド・ウォリアーがインストゥルメンタル・アルバム『Haiku』と、まだタイトルのない「歌ものアルバム」を制作中であるというニュースが入った。2011年4月の公式ウェブサイトのニュース・エントリーによると、『Haiku』はゆっくりとはいえ「結論に向かって少しずつ進んでいる」とのこと。2011年後半に発売される予定とされていた。

## ディスコグラフィ

### アルバム
- 『ジェイド・ウォリアー』 - Jade Warrior (1971年、Vertigo)
- 『リリースド』 - Released (1971年、Vertigo)
- 『ラスト・オータムズ・ドリーム』 - Last Autumn's Dream (1972年、Vertigo)
- 『フローティング・ワールド』 - Floating World (1974年、Island)
- Waves (1975年、Island)
- 『カイツ』 - Kites (1976年、Island)
- 『ウェイ・オブ・ザ・サン』 - Way of the Sun (1978年、Island)
- Horizen (1984年、Pulse)
- At Peace (1989年、Earthsounds)
- Breathing The Storm (1992年、Red Hot)
- Distant Echoes (1993年、Red Hot)
- Eclipse (1998年、Acme) ※1973年録音
- Fifth Element (1998年、Hi-Note Music) ※1973年録音
- Now (2008年、WindWeave)

バンドのヴァーティゴ時代に録音された5枚のアルバム (『ジェイド・ウォリアー』『リリースド』『ラスト・オータムズ・ドリーム』『Eclipse』『Fifth Element』) は現在、レパートリー・レーベルから入手可能である。

### コンピレーション・アルバム
- Reflections (1979年、Butt)
- Elements: An Island Anthology (1995年、Island)
- Breathing The Storm / Distant Echoes (2003年、Turning Point Music)
- Last Autumn's Dream / Floating World (2005年、Sunrise)
- Eclipse / Fifth Element (2023年、Esoteric Recordings)
- 『ウィンド・ボーン : ジ・アイランド・アルバムズ 1974-1978』 - Wind Borne - The Island Albums 1974-1978 (2023年、Esoteric Recordings)

### シングル
- "A Pre-Normal Day at Brighton" / "Sundial Song" (1971年) (both tracks on the first album)
- "We Have Reason to Believe" / "Barazinbar" (1971年) (both tracks on the second album)
- "The Demon Trucker" / "A Winter's Tale" (1972年) (US and Canada) (both tracks on the third album)
- "The Demon Trucker" / "Snake" (1972年) (UK and Europe) (both tracks on the third album)

### 映画サウンドトラック
- Bad Man's River (1972年)
- Game for Vultures (1979年)